# 点阵字体
点阵字体(Dot-matrix-fonts)也叫位图字体(Bitmap-fonts)，其中每个字形都以一组二维像素信息表示。這種文字顯示方式於較早前的電腦系統（例如未有圖形介面時的 DOS 操作系統）被普遍採用。由于位图的緣故，点阵字体很难进行缩放，特定的点阵字体只能清晰地显示在相应的字号下，否則文字只被強行放大而失真字形，產生成馬賽克式的鋸齒邊緣。但對於字型大小 8-14px 的尺寸較小的漢字字體（即現今操作系統大多採用的預設字型大小）現今亦仍然被使用於熒幕顯示上，能夠提供更高的顯示效果；不過現今該種點陣字體主要只作為「輔助」的部分，當使用者設定的字體尺寸並無擁有點陣圖像時，字體便會以向量圖方式顯示；而當列印時，印有字體無論大小亦會使用向量字型打印。
现在的一些字体渲染系统直接抛弃了点阵字体，而使用一些算法进行带抗锯齿的矢量渲染。
常见的純点阵字体有bdf、pcf、fnt、hbf等格式。